# أندريا بوسكو
أندريا بوسكو (بالإيطالية: Andrea Bosco)‏ هو لاعب كرة قدم إيطالي، ولد في 6 أكتوبر 1995.